# Aongstroemia divaricata
Aongstroemia divaricata là một loài Rêu trong họ Dicranaceae. Loài này được (Mitt.) Müll. Hal. mô tả khoa học đầu tiên năm 1900.